# 織田啓一郎
織田 啓一郎（おだ けいいちろう、1968年 2月21日 - ）は、日本の小説家。

## 略歴
広島市佐伯区出身。広島修道大学人文学部人間関係学科社会学専攻卒業。桑沢デザイン研究所中退。
備前焼陶芸家（人間国宝　山本陶秀）の内弟子、玩具デザイナー、衣料雑貨店経営、専業主夫、アパレル会社役員などを経て、2013年『谷中ゲリラアーチスト』で小説家デビューする。
同作は文芸評論家の縄田一男から「帯に“爆笑と哀切の中年青春プロレタリア小説”とあるが、そんな領域など軽々と凌駕しており、とんでもないテーマをはらんだ素晴らしい小説である。戦後間もなく日本文化の雪崩現象を懸念した大佛次郎を彷彿とさせる。まったく凄い新人が現れたものだ」と絶賛された。

## 作品

### インディーズ限定版[4]
- キャンプ（谷中バテレン商會出版部、2008年）
- ドラゴン・アタック（谷中バテレン商會出版部、2008年）
- 原脳パッセバ（谷中バテレン商會出版部、2009年）
- 遠い日のテロル（谷中バテレン商會出版部、2009年）
- バラモンの群れ（谷中バテレン商會出版部、2009年）

### 単行本
- 谷中ゲリラアーチスト（2013年2月　徳間書店）

### 単行本未収録作品
- チャンピオン（徳間書店『読楽』　2014年9月号）
- 群青の街（徳間書店『読楽』　2015年3月号）